# Bocconia oblanceolata
Bocconia oblanceolata är en vallmoväxtart som beskrevs av Cyrus Longworth Lundell. Bocconia oblanceolata ingår i släktet Bocconia och familjen vallmoväxter. Inga underarter finns listade i Catalogue of Life.